# Ньэнчентанглха
Ньэнчента́нглха, Ньенче́н-Та́нгла (тиб. གཉན་ཆེན་ཐང་ལྷ་; кит. упр. 念青唐古拉山, палл. Niànqīng Tánggǔlā Shān) — горный хребет в Китае, на юге Тибетского нагорья. Восточная часть системы Гангдисе.

## География
Ньэнчентанглха представляет собой непрерывную цепь снежных гор, протягивающуюся от долины Цангпо (Брахмапутры) на юго-западе до верховий Салуина на северо-востоке. Протяжённость хребта составляет 600 км. Максимальная высота — 7162 м, перевалы лежат на высоте более 5000 м. Острые гребни с ледниками перемежаются с уплощёнными вершинами, покрытыми каменными развалами.

## Геология
Хребет сложен песчаниками, сланцами, известняками палеозоя и мезозоя, вулканическими породами мелового возраста и молодыми гранитами. В нижних частях южных склонов развиты высокогорные степи и полупустыни, на северных склонах преобладают ландшафты холодных пустынь.

## В культуре
Хребет упоминается в книге Семь лет в Тибете. Книга основана на реальных событиях, имевших место в период с 1944 по 1951 годы. Герои книги, совершив побег из лагеря для интернированных в Индии, направляются в нейтральный Тибет и пересекают хребет Ньэнчентанглха в зимнее время года, с большими лишениями, при попытке достичь города Лхаса. Преодолеть высокий хребет им удалось только благодаря навыкам альминизма. В книге местность, прилегающая к хребту, описывается как суровая и безжизненная.